# John Sturges
John Eliot Sturges, född 3 januari 1910 i Oak Park i Illinois, död 18 augusti 1992 i San Luis Obispo i Kalifornien, var en amerikansk filmregissör.

## Biografi
Under andra världskriget tjänstgjorde John Sturges inom såväl signaltrupperna som flygvapnet. Han medverkade i 37 instruktionsfilmer åt krigsmakten.
Efter kriget fick han kontrakt med Columbia Pictures för att regissera B-filmer. 1949 flyttade han till Metro-Goldwyn-Mayer för att fortsätta regissera B-filmer. Sitt genombrott fick han med En man steg av tåget 1955. Åren därpå gjorde han westernfilmerna Sheriffen i Dodge City (1957) och Sista tåget från Gun Hill (1959). Han regisserade även Den gamle och havet, filmatisering av Ernest Hemingways roman, med Spencer Tracy i huvudrollen som den ålderstigne fiskaren.
John Sturges gjorde sig känd för sina robusta action- och westernfilmer. Bland annat 7 vågade livet (1960) som är en nyinspelningen av Akira Kurosawas De sju samurajerna (1954), med handlingen förflyttad till norra Mexiko. Sturges var vid tiden orolig för hur Akira Kurosawa skulle reagera över nyinspelningen av samurajdramat. När de sedan träffades berömde Kurosawa Sturges för filmen och tackade hjärtligt. John Sturges beskrev händelsen som en stor dag i livet.
John Sturges sista film blev krigsdramat Örnen har landat (1976).

## Filmografi (urval)
- 1955 – En man steg av tåget
- 1957 – Sheriffen i Dodge City
- 1958 – De tysta husens dal
- 1958 – Den gamle och havet
- 1959 – Sista tåget från Gun Hill
- 1960 – 7 vågade livet
- 1963 – Den stora flykten
- 1968 – Polarstation Zebra svarar ej
- 1972 – Joe Kidd
- 1973 – Chino
- 1976 – Örnen har landat